# Фауна России и сопредельных стран
«Фауна России и сопредельных стран» (Фауна СССР) — крупнейшая продолжающаяся серия научных зоологических монографий в России. Издаётся в Санкт-Петербурге с 1911 года Зоологическим институтом РАН. Каждый отдельный том или выпуск посвящён описанию определенной систематической группы животных — например, отряду или семейству (в зависимости от степени многообразия видов рассматриваемого таксона), обитающих на территории России и сопредельных стран. Монографические обзоры включают описание анатомии, биологии, экологии, зоогеографии, систематики, включают определительные ключи и рисунки животных. В 2015 году вышел 149-й том.

## История
За свою более чем вековую историю издание выходило под разными названиями:
- 1911—1923. Фауна России и сопредельных стран преимущественно по коллекциям Зоологического музея Имперской (с 1917 — Российской) Академии Наук (The Fauna of Russia and adjacent countries, mainly based on collections of the Zoological Museum of the Imperial [since 1917 — Russian] Academy of Sciences).
- 1929—1933. Фауна СССР и сопредельных стран преимущественно по коллекциям Зоологического музея (с 1933 — института) Академии Наук СССР.
- 1935—1990. Фауна СССР. Новая серия (The Fauna of USSR. New Series).
- 1993— настоящее время. Фауна России и сопредельных стран (The Fauna of Russia and neighboring countries).

## Список томов (1911—1923)
Источник:
- 1. Берг Л. С. Фауна России и сопредельных стран. Рыбы (Marsipobranchii и Pisces). Том 1. Рыбы Marsipobranchii, Selachii и Chondrostei. СПб. 1911. Т. 1. — 337 с.
- 2. Линко А. К. 1911. Фауна России и сопредельных стран. Гидроиды. Том 1. Haleciidae, Lofoeidae, Bonneviellidae и Campanulariidae (Hydroidea). СПб. — 250 с.
- 3. Линко А. К. 1912. Фауна России и сопредельных стран. Гидроиды. Том 2. Plumulariidae, Campanulinidae и Sertulariidae (Hydroidea). Вып. 1. СПб. — 138 с.
- 4. Берг Л. С. Фауна России и сопредельных стран. Рыбы. (Marsipobranchii и Pisces). Том 3. Выпуск 1. Ostariophysi. С.-Петербургъ, 1912. — 336 с.
- 5. Бианки В. Л. Фауна России и сопредельных стран. Птицы. Том 1. Полутом первый. Columbiformes и Procellariiformes. С.-Петербургъ, 1913. — 384 с.
- 6. Бианки В. Л. Фауна России и сопредельных стран. Птицы. Том 1. Полутом второй. Columbiformes и Procellariiformes. С.-Петербургъ, 1913. — 385—979 с.
- 7. Кириченко А. Н. Фауна России и сопредельных стран. Насекомые полужесткокрылые (Insecta Hemiptera). Том 6, выпуск 1. Dysodiidae и Aradidae. С.-Петербург, 1913. — 317 с.
- 8. Ошанин В. Ф. Фауна России и сопредельных стран. Насекомые полужесткокрылые (Hemiptera). Том 3. Cixiidae: Orgeriaria. Вып. 1. 1913. — 113 c.
- 9. Берг Л. С. Фауна России и сопредельных стран. Рыбы. Том 3. Выпуск 2. Петроградъ, 1914. — 710 с.
- 10. Куделин Н. В. Фауна России и сопредельных стран. Гидроиды (Hydroidea). Том 2. Plumulariidae, Campanulinidae et Sertulariidae. Выпуск 2. Петроград, 1914. — 526 с.
- 11. Мордвилко А. К. Фауна России и сопредельных стран. Насекомые полужесткокрылые (Insecta Hemiptera). Том 1. Выпуск 1. Aphidoidea. Петроград. 1914, 236 с.
- 12. Бартенев А. Н. Фауна России и сопредельных стран. Насекомые ложносетчатокрылые. Том 1. Libellulidae. Вып. 1. 1915. — 352 c.
- 13. Кузнецов Н. Я. Фауна России и сопредельных стран. Насекомые чешуекрылые. (Insecta Lepidoptera) T. 1. ВВведение: Danaidae (Pieridae. — Leptalidae auct). Вып. 1. 1915. CCCXXXVI с.
- 14. Никольский А. М. Фауна России и сопредельных стран. (Reptilia). Том 1. Chelonia и Sauria (Черепахи и ящерицы). Петроград, 1915. — 559 с
- 15. Кириченко А. Н. Фауна России и сопредельных стран. Насекомые полужесткокрылые (Insecta Hemiptera). Том 6, выпуск 2. Coreidae: Coreinae. Петроград, 1916. — 412 с.
- 16. Мензбир М. А. Фауна России и сопредельных стран. Птицы. Том 6. Выпуск 1. Falconiformes. Петроград, 1916. — 376 с.
- 17. Никольский А. М. Фауна России и сопредельных стран. (Reptilia). Том 2. Ophidia (Змеи). Петроград, 1916. — 369 с.
- 18. Милашевич К. О. Фауна России и сопредельных стран. Моллюски русских морей. Том 1. Моллюски Черного и Азовского морей. Петроградъ, 1916. — 335 с.
- 19. Редикорцев В. В. Фауна России и сопредельных стран. Выпуск 1. Оболочники (Tunicata). Петроград, 1916. — 179 c. (Отрядъ I. Ascideacea Подотрядъ I. Stolidobranchiata)
- 20. Бялыницкий-Бируля А. А. Фауна России и сопредельных стран. Паукообразные. Том 1. Выпуск 1. Скорпионы. Петроград, 1917. — 224 с.
- 21. Никольский А. М. Фауна России и сопредельных стран. Земноводные. 1918. — 309 с.
- 22. Мордвилко А. К. Фауна России и сопредельных стран. Насекомые полужесткокрылые. Том 1. Выпуск 2. Aphidoidea. 1919, с.237—508.
- 23. Бартенев А. Н. Фауна России и сопредельных стран. Насекомые ложносетчатокрылые. Том 1. Libellulidae. Вып. 2. 1919. — с. 353—576.
- 24. Дьяконов А. М. Фауна России и сопредельных стран. Иглокожие (Echinodermata). Том 1. Вып. 1. Морские ежи (Echinoidea). 1923. — 361 с.

## Список томов (1929—1933)
Источник:
- 1. Кузнецов Н. Я. Фауна СССР и сопредельных стран преимущественно по коллекциям Зоологического музея Академии наук СССР. Насекомые чешуекрылые (Insecta Lepidoptera) T. 1. Введение. Asciidae (Danaidae). Вып. 2. 1929. CCCXXXVII-DXCIX +64 с.
- 2. Шимкевич В. М. Фауна СССР и сопредельных стран преимущественно по коллекциям Зоологического музея Академии наук СССР. Многоколенчатые (Pantopoda). Вып. 1. Введение: Pycnogonidae, Colossendeidae, Tanystylidae, Dorhynchidae, Ammotheidae, Decolopodidae, Phoxichilidae, Phoxichilidiidae. Л.: Академия наук СССР, 1929. — CXIV, 224 с.
- 3. Шимкевич В. М. Фауна СССР и сопредельных стран преимущественно по коллекциям Зоологического музея Академии наук СССР. Многоколенчатые (Pantopoda). Вып 2. Л.: Академия наук СССР, 1930. — с. 225—554.
- 4. Берг Л. С. Фауна СССР и сопредельных стран преимущественно по коллекциям Зоологического института АН СССР. Рыбы. Marsipobranchii и Pisces. Том 3. Вып. 3. Ostariophysi. Л.: Изд-во АН СССР. 1933. Т. 1. — С. 705—846

## Список томов новой серии (1935—2015)
Источник:
1. Гуссаковский В. В. Рогохвосты и пилильщики. Ч.1 // Фауна СССР. Перепончатокрылые. — М.—Л.: Издательство АН СССР, 1935. — Т. 2, вып. 1. — 453 с. — (Новая серия № 1).
2. Световидов А. Н. Сем. Тригловые или Морские петухи (Triglidae) // Фауна СССР. Рыбы. — М.—Л.: Издательство АН СССР, 1936. — Т. 6, вып. 5. — 24 с. — (Новая серия № 2).
3. Резвой П. Д. Пресноводные губки (сем. Spongillidae и Lubomirskiidae) // Фауна СССР. Губки. — М.—Л.: Издательство АН СССР, 1936. — Т. 2, вып. 2. — 125 с. — (Новая серия № 3).
4. Теленга Н. А. Сем. Наездники-бракониды (Braconidae) Ч. 1 // Фауна СССР. Насекомые перепончатокрылые. — М.—Л.: Издательство АН СССР, 1936. — Т. 5, вып. 2. — 404 с. — (Новая серия № 4).
5. Бей-Биенко Г. Я. Фауна СССР. Насекомые кожистокрылые. — М.—Л.: Издательство АН СССР, 1936. — 242 с. — (Новая серия № 5). — 1500 экз.
6. Гурьянова Е. Ф. Равноногие дальневосточных морей // Фауна СССР. Ракообразные. — М.—Л.: Издательство АН СССР. — Т. 7, вып. 3. — 280 с. — (Новая серия № 6).
7. Плавильщиков Н. Н. Жуки-дровосеки (Cerambycidae). Ч. 1 // Фауна СССР. Насекомые жесткокрылые. — М.—Л.: Издательство АН СССР, 1936. — Т. 21. — 240 с. — (Новая серия № 7).
8. Оглоблин Д. А. Листоеды, Galerucinae // Фауна СССР. Насекомые жесткокрылые. — М.—Л.: Издательство АН СССР, 1936. — Т. 26, вып. 1. — 457 с. — (Новая серия № 8).
9. Олсуфьев Н. Г. Слепни (Tabanidae) // Фауна СССР. Насекомые двукрылые. — М.—Л.: Издательство АН СССР, 1937. — Т. 7, вып. 2. — 434 с. — (Новая серия № 9).
10. Перфильев П. П. Москиты // Фауна СССР. Насекомые двукрылые. — М.—Л.: Издательство АН СССР, 1937. — Т. 3, вып. 2. — 145 с. — (Новая серия № 10).
11. Штакельберг А. А. Сем. Culicidae. Кровососущие комары. (Подсем. Culicinae) // Фауна СССР. Насекомые двукрылые. — М.—Л.: Издательство АН СССР, 1937. — Т. 3, вып. 4. — 258 с. — (Новая серия № 11).
12. Родендорф Б. Б. Сем. Мясные, или серые мухи (Sarcophagidae). Ч. 1 // Фауна СССР. Насекомые двукрылые. — М.—Л.: Издательство АН СССР, 1937. — Т. 19, вып. 1. — 500 с. — (Новая серия № 12).
13. Виноградов Б. С. Тушканчики // Фауна СССР. Млекопитающие. — М.—Л.: Издательство АН СССР, 1937. — Т. 3, вып. 4. — 197 с. — (Новая серия № 13).
14. Штегман Б. К. Дневные хищники // Фауна СССР. Птицы. — М.—Л.: Издательство АН СССР, 1937. — Т. 1, вып. 5. — 310 с. — (Новая серия № 14).
15. Кожанчиков И. В. Совки (подсем. Agrotinae) // Фауна СССР. Насекомые чешуекрылые. — М.—Л.: Издательство АН СССР, 1937. — Т. 13, вып. 3. — 685 с. — (Новая серия № 15).
16. Макаров В. В. Anomura // Фауна СССР. Ракообразные. — М.—Л.: Издательство АН СССР, 1938. — Т. 10, вып. 3. — 328 с. — (Новая серия № 16).
17. Бялыницкий-Бируля А. А. Фаланги (Solifuga) // Фауна СССР. Паукообразные. — М.—Л.: Издательство АН СССР, 1938. — Т. 1, вып. 3. — 180 с. — (Новая серия № 17).
18. Жадин В. И. Сем. Перловицы (Unionidae) // Фауна СССР. Моллюски. — М.—Л.: Издательство АН СССР, 1938. — Т. 4, вып. 1. — 183 с. — (Новая серия № 18).
19. Штегман Б. К. Основы орнитогеографического деления Палеарктики // Фауна СССР. Птицы. — М.—Л.: Издательство АН СССР, 1938. — Т. 1, вып. 2. — 160 с. — (Новая серия № 19).
20. Соколов И. И. Hydracarina — водяные клещи. Ч. 1. Hydrachnellae // Фауна СССР. Паукообразные. — М.—Л.: Издательство АН СССР, 1940. — Т. 5, вып. 2. — 512 с. — (Новая серия № 20).
21. Аргиропуло А. И. Сем. Muridae — Мыши // Фауна СССР. Млекопитающие. — М.—Л.: Издательство АН СССР, 1940. — Т. 3, вып. 5. — 172 с. — (Новая серия № 21).
22. Плавильщиков Н. Н. Жуки-дровосеки. Ч. 2 // Фауна СССР. Насекомые жесткокрылые. — М.—Л.: Издательство АН СССР, 1940. — Т. 22. — 784 с. — (Новая серия № 22).
23. Рубцов И. А. Мошки (Сем. Simuliidae) // Фауна СССР. Насекомые двукрылые. — М.—Л.: Издательство АН СССР, 1940. — Т. 6, вып. 6. — (Новая серия № 23).
24. Теленга Н. А. Сем. Braconidae, подсем. Braconinae (продолжение) и Sigalphinae // Фауна СССР. Насекомые перепончатокрылые. — М.—Л.: Издательство АН СССР, 1941. — Т. 5, вып. 3. — 466 с. — (Новая серия № 24).
25. Парамонов С. Я. Сем. Bombyliidae (подсем. Bombyliinae) // Фауна СССР. Насекомые перепончатокрылые. — М.—Л.: Издательство АН СССР, 1940. — Т. 5, вып. 3. — 414 с. — (Новая серия № 25).
26. Рейхардт А. Н. Сем. Sphaeritidae и Histeridae // Фауна СССР. Насекомые жесткокрылые. — М.—Л.: Издательство АН СССР, 1940. — Т. 5, вып. 3. — 421 с. — (Новая серия № 26).
27. Благовещенский Д. И. Определитель пухоедов (Mallophaga) домашних животных // Фауна СССР. Определитель пухоедов. — М.—Л.: Издательство АН СССР, 1940. — 89 с. — (Новая серия № 27).
28. Захваткин А. А. Тироглифоидные клещи (Tyroglyphoidea) // Фауна СССР. Паукообразные. — М.—Л.: Издательство АН СССР, 1941. — Т. 6, вып. 1. — 475 с. — (Новая серия № 28).
29. Виноградов Б. С., Аргиропуло А. И. Определитель грызунов // Фауна СССР. Млекопитающие. — М.—Л.: Издательство АН СССР, 1941. — 245 с. — (Новая серия № 29).
30. Тугаринов А. Я. Пластинчатоклювые // Фауна СССР. Птицы. — М.—Л.: Издательство АН СССР, 1941. — Т. 1, вып. 4. — 385 с. — (Новая серия № 30).
31. Бронштейн З. С. Ostracoda пресных вод // Фауна СССР. Ракообразные. — М.—Л.: Издательство АН СССР, 1947. — Т. 2, вып. 1. — 340 с. — (Новая серия № 31).
32. Гуссаковский В. В. Пилильщики (Tenthredinoidea). Ч.2 // Фауна СССР. Перепончатокрылые. — М.—Л.: Издательство АН СССР, 1947. — Т. 2, вып. 2. — 233 с. — (Новая серия № 32).
33. Козлова Е. В., Тугаринов А. Я. Гагарообразные, трубконосые, веслоногие, аистообразные, фламинго // Фауна СССР. Птицы. — М.—Л.: Издательство АН СССР, 1947. — Т. 1, вып. 3. — 318 с. — (Новая серия № 33).
34. Световидов А. Н. Трескообразные // Фауна СССР. Рыбы. — М.—Л.: Издательство АН СССР, 1948. — Т. 9, вып. 4. — 222 с. — (Новая серия № 34).
35. Рылов В. М. Cyclopoida пресных вод // Фауна СССР. Ракообразные. — М.—Л.: Издательство АН СССР, 1948. — Т. 3, вып. 3. — 318 с. — (Новая серия № 35).
36. Медведев С. И. Пластинчатоусые (Coleoptera, Scarabaeidae); Подсем. Rutelinae (Хлебные жуки и близкие группы) // Фауна СССР. Жесткокрылые. — М.—Л.: Издательство АН СССР, 1949. — Т. 10, вып. 3. — 371 с. — (Новая серия № 36).
37. Рихтер А. А. Златки (Buprestidae). Ч. 2. // Фауна СССР. Жесткокрылые. — М.—Л.: Издательство АН СССР, 1949. — Т. 13, вып. 2. — 260 с. — (Новая серия № 37).
38. Борхсениус Н. С. Подотряд червецы и щитовки (Coccoidea). Семейство мучнистые червецы (Pseudococcidae) // Фауна СССР. Насекомые Хоботные. — М.—Л.: Издательство АН СССР, 1949. — Т. 7. — 383 с. — (Новая серия № 38).
39. Тер-Минасян М. Е. Долгоносики-трубковерты (Attelabidae) // Фауна СССР. Насекомые жесткокрылые. — М.—Л.: Издательство АН СССР, 1950. — Т. 27, вып. 2. — 240 с. — (Новая серия № 39). — 2000 экз.
40. Бей-Биенко Г. Я. Фауна СССР. Насекомые таракановые. — М.—Л.: Издательство АН СССР, 1950. — 345 с. — (Новая серия № 40).
41. Померанцев Б. И. Иксодовые клещи (Ixodidae) // Фауна СССР. Паукообразные. — М.—Л.: Издательство АН СССР, 1950. — Т. 4, вып. 2. — 224 с. — (Новая серия № 41).
42. Кожанчиков И. В. Волнянки (Orgyidae) // Фауна СССР. Насекомые чешуекрылые. — М.—Л.: Издательство АН СССР, 1950. — Т. 12. — 585 с. — (Новая серия № 42).
43. Дубинин В. Б. Перьевые клещи (Analgesoidea). Ч. 1. Введение в их изучение // Фауна СССР. Паукообразные. — М.—Л.: Издательство АН СССР, 1951. — Т. 6, вып. 5. — 364 с. — (Новая серия № 43).
44. Оглоблин Д. А., Знойко Д. В. Пыльцееды (Сем. Alleculidae) Ч. 2. Подсем. Omophlinae // Фауна СССР. Жесткокрылые. — М.—Л.: Издательство АН СССР, 1950. — Т. 18, вып. 8. — 144 с. — (Новая серия № 44).
45. Зимин Л. С. Сем. Muscidae. Настоящие мухи (трибы Muscini, Stomoxydini) // Фауна СССР. Насекомые двукрылые. — М.—Л.: Издательство АН СССР, 1951. — Т. 18, вып. 4. — 287 с. — (Новая серия № 45).
46. Медведев С. И. Пластинчатоусые (Scarabaeidae). Подсем. Melolonthinae, Ч. 1 (Хрущи) // Фауна СССР. Насекомые жесткокрылые. — М.—Л.: Издательство АН СССР, 1951. — Т. 10, вып. 1. — 514 с. — (Новая серия № 46).
47. Бирштейн Я. А. Пресноводные ослики (Asellota) // Фауна СССР. Ракообразные. — М.—Л.: Издательство АН СССР, 1951. — Т. 7, вып. 5. — 143 с. — (Новая серия № 47).
48. Световидов А. Н. Сельдевые (Clupeidae) // Фауна СССР. Рыбы. — М.—Л.: Издательство АН СССР, 1952. — Т. 2, вып. 1. — 331 с. — (Новая серия № 48).
49. Старк В. Н. Короеды // Фауна СССР. Насекомые жесткокрылые. — М.—Л.: Издательство АН СССР, 1952. — Т. 31. — 464 с. — (Новая серия № 49).
50. Боруцкий Е. В. Harpacticoida пресных вод // Фауна СССР. Ракообразные. — М.—Л.: Издательство АН СССР, 1952. — Т. 3, вып. 4. — 426 с. — (Новая серия № 50).
51. Рихтер А. А. Златки (Buprestidae). Ч. 4 // Фауна СССР. Насекомые жесткокрылые. — М.—Л.: Издательство АН СССР, 1952. — Т. 13, вып. 4. — 235 с. — (Новая серия № 51).
52. Медведев С. И. Пластинчатоусые (Scarabaeidae). Подсем. Melolonthinae, Ч. 2 (Хрущи) // Фауна СССР. Насекомые жесткокрылые. — М.—Л.: Издательство АН СССР, 1952. — Т. 10, вып. 2. — 280 с. — (Новая серия № 52).
53. Соколов И. И. Водяные клещи. Ч. 2. Halacarae // Фауна СССР. Паукообразные. — М.—Л.: Издательство АН СССР, 1952. — Т. 5, вып. 5. — 202 с. — (Новая серия № 53).
54. Мищенко Л. Л. Саранчовые (Catantopinae) // Фауна СССР. Насекомые прямокрылые. — М.—Л.: Издательство АН СССР, 1952. — Т. 4, вып. 2. — 610 с. — (Новая серия № 54).
55. Флёров К. К. Кабарги и олени // Фауна СССР. Млекопитающие. — М.—Л.: Издательство АН СССР, 1952. — Т. 1, вып. 2. — 256 с. — (Новая серия № 55).
56. Герасимов А. М. Гусеницы // Фауна СССР. Насекомые чешуекрылые. — М.—Л.: Издательство АН СССР, 1952. — Т. 1, вып. 2. — 342 с. — (Новая серия № 56).
57. Дубинин В. Б. Перьевые клещи (Analgesoidea). Ч. 2. Семейства Epidermoptidae и Freyanidae // Фауна СССР. Паукообразные. — М.—Л.: Издательство АН СССР, 1953. — Т. 6, вып. 6. — 412 с. — (Новая серия № 57).
58. Зайцев Ф. А. Плавунцовые и вертячки // Фауна СССР. Насекомые жесткокрылые. — М.—Л.: Издательство АН СССР, 1953. — Т. 4. — 377 с. — (Новая серия № 58).
59. Бей-Биенко Г. Я. Кузнечиковые. Подсемейство Листовые кузнечики  (Phaneropterinae) // Фауна СССР. Насекомые прямокрылые. — М.—Л.: Издательство АН СССР, 1954. — Т. 2, вып. 2. — 387 с. — (Новая серия № 59).
60. Грунин К. Я. Желудочные оводы (Gastrophilidae) // Фауна СССР. Насекомые двукрылые. — М.—Л.: Издательство АН СССР, 1955. — Т. 7, вып. 1. — 96 с. — (Новая серия № 60).
61. Теленга Н. А. Сем. Braconidae, подсем. Microgasterinae, подсем. Agathinae // Фауна СССР. Насекомые перепончатокрылые. — М.—Л.: Издательство АН СССР, 1955. — Т. 5, вып. 4. — 312 с. — (Новая серия № 61).
62. Кожанчиков И. В. Чехлоносцы-мешечницы (сем. Psychidae) // Фауна СССР. Насекомые чешуекрылые. — М.—Л.: Издательство АН СССР, 1956. — Т. 3, вып. 2. — 518 с. — (Новая серия № 62).
63. Дубинин В. Б. Перьевые клещи (Analgesoidea). Ч. 3. Семейство Pterolichidae // Фауна СССР. Паукообразные. — М.—Л.: Издательство АН СССР, 1956. — Т. 6, вып. 7. — (Новая серия № 63).
64. Рубцов И. А. Мошки (Simuliidae) // Фауна СССР. Насекомые двукрылые. — 2-е. — М.—Л.: Издательство АН СССР, 1956. — Т. 6, вып. 6. — 860 с. — (Новая серия № 64).
65. Козлова Е. В. Ржанкообразные. Подотряд Чистиковые // Фауна СССР. Птицы. — М.—Л.: Издательство АН СССР, 1957. — Т. 2, вып. 3. — 150 с. — (Новая серия № 65).
66. Борхсениус Н. С. Подотр. Червецы и щитовки (Coccoidea), Сем. Подушечницы и Ложнощитовки (Coccidae) // Фауна СССР. Насекомые хоботные. — М.—Л.: Издательство АН СССР, 1957. — Т. 9. — 494 с. — (Новая серия № 66).
67. Лукьянович Ф. К., Тер-Минасян М. Е. Жуки-зерновки (Bruchidae) // Фауна СССР. Насекомые жесткокрылые. — М.—Л.: Издательство АН СССР, 1957. — Т. 24, вып. 1. — 209 с. — (Новая серия № 67).
68. Грунин К. Я. Носоглоточные оводы (Oestridae) // Фауна СССР. Насекомые двукрылые. — М.—Л.: Издательство АН СССР, 1957. — Т. 19, вып. 3. — 147 с. — (Новая серия № 68).
69. Тарасов Н. И., Зевина Г. Б. Усоногие раки (Cirripedia Thoracica) морей СССР // Фауна СССР. Ракообразные. — М.—Л.: Издательство АН СССР, 1957. — Т. 6, вып. 1. — 268 с. — (Новая серия № 69).
70. Плавильщиков Н. Н. Жуки-дровосеки. Ч. 3. Подсем. Lamiinae. Ч. 1 // Фауна СССР. Насекомые жесткокрылые. — М.—Л.: Издательство АН СССР, 1958. — Т. 23, вып. 1. — 590 с. — (Новая серия № 70).
71. Соколов И. И. Копытные звери. (Отряды Perissodactyla и Artiodactyla) // Фауна СССР. Млекопитающие. — М.—Л.: Издательство АН СССР, 1959. — 640 с. — (Новая серия № 71).
72. Благовещенский Д. И. Пухоеды (Mallophaga). Ч. 1. Введение // Фауна СССР. Насекомые пухоеды. — М.—Л.: Издательство АН СССР, 1959. — Т. 1, вып. 1. — 204 с. — (Новая серия № 72).
73. Барсуков В. В. Сем. Зубаток (Anarhichadidae) // Фауна СССР. Рыбы. — М.—Л.: Издательство АН СССР, 1959. — Т. 5, вып. 5. — 174 с. — (Новая серия № 73).
74. Медведев С. И. Пластинчатоусые (Scarabaeidae). Подсем. Euchirinae, Dynastinae, Glaphyrinae, Trichiinae // Фауна СССР. Насекомые жесткокрылые. — М.—Л.: Издательство АН СССР, 1960. — Т. 10, вып. 4. — 398 с. — (Новая серия № 74).
75. Иванов А. В. Фауна СССР. Погонофоры. — М.—Л.: Издательство АН СССР, 1960. — 272 с. — (Новая серия № 75).
76. Никольская М. Н. Хальциды. Сем. Chalcididae и Leucospidae // Фауна СССР. Насекомые перепончатокрылые. — М.—Л.: Издательство АН СССР, 1960. — Т. 7, вып. 5. — 221 с. — (Новая серия № 76).
77. Борхсениус Н. С. Подотр. Червецы и Щитовки (Coccoidea). Семейства Kermococcidae, Asterolecaniidae, Lecaniodisapididae, Aclerdidae // Фауна СССР. Насекомые хоботные. — М.—Л.: Издательство АН СССР, 1960. — Т. 8. — 283 с. — (Новая серия № 77).
78. Загуляев А. К. Настоящие моли (Tineidae). Ч. 3. Подсемейство Tineinae // Фауна СССР. Насекомые чешуекрылые. — М.—Л.: Издательство АН СССР, 1960. — Т. 4, вып. 3. — 268 с. — (Новая серия № 78).
79. Савченко Е. Н. Комары-долгоножки (сем. Tipulidae). Подсем. Tipulineae: Род Tipula L. (часть 1) // Фауна СССР. Насекомые двукрылые. — М.—Л.: Издательство АН СССР, 1961. — Т. 2, вып. 3. — 487 с. — (Новая серия № 79).
80. Козлова Е. В. Ржанкообразные. Подотряд Кулики Ч. 2 // Фауна СССР. Птицы. — М.—Л.: Издательство АН СССР, 1961. — Т. 2, вып. 1. — 502 с. — (Новая серия № 80).
81. Козлова Е. В. Ржанкообразные. Подотряд Кулики Ч. 3 // Фауна СССР. Птицы. — М.—Л.: Издательство АН СССР, 1962. — Т. 2, вып. 1. — 434 с. — (Новая серия № 81).
82. Грунин К. Я. Подкожные оводы (Hypodermatidae) // Фауна СССР. Насекомые двукрылые. — М.—Л.: Издательство АН СССР, 1962. — Т. 19, вып. 4. — 238 с. — (Новая серия № 82).
83. Лихарев И. М. Клаузилииды (Clausiliidae) // Фауна СССР. Моллюски. — М.—Л.: Издательство АН СССР, 1962. — Т. 3, вып. 4. — 318 с. — (Новая серия № 83).
84. Штейнберг Д. М. Сем. Сколии (Scoliidae) // Фауна СССР. Насекомые перепончатокрылые. — М.—Л.: Издательство АН СССР, 1962. — Т. 13. — 186 с. — (Новая серия № 84).
85. Голиков А. Н. Брюхоногие моллюски рода Neptunea Bolten // Фауна СССР. Моллюски. — М.—Л.: Издательство АН СССР, 1963. — Т. 5, вып. 1. — 218 с. — (Новая серия № 85).
86. Загуляев А. К. Настоящие моли (Tineidae). Ч. 2. Подсемейство Nemapogoninae // Фауна СССР. Насекомые чешуекрылые. — М.—Л.: Издательство АН СССР, 1964. — Т. 4, вып. 2. — 424 с. — (Новая серия № 86).
87. Гуреев А. А. Зайцеобразные (Lagomorpha) // Фауна СССР. Млекопитающие. — М.—Л.: Издательство АН СССР, 1964. — Т. 3, вып. 10. — 276 с. — (Новая серия № 87).
88. Лепнева С. Г. Личинки и куколки Подотряда Кольчатощупиковых (Annulipalpia) // Фауна СССР. Ручейники. — М.—Л.: Издательство АН СССР, 1964. — Т. 2, вып. 1. — 565 с. — (Новая серия № 88).
89. Савченко Е. Н. Комары-долгоножки (сем. Tipulidae) Подсем. Tipulinae: род Tipula L. Ч. 2 // Фауна СССР. Насекомые двукрылые. — М.—Л.: Издательство АН СССР, 1964. — Т. 2, вып. 4. — 503 с. — (Новая серия № 89).
90. Медведев С. И. Пластинчатоусые (Scarabaeidae). Подсем. Cetoniinae, Valginae // Фауна СССР. Насекомые жесткокрылые. — М.—Л.: Издательство АН СССР, 1964. — Т. 10, вып. 5. — 375 с. — (Новая серия № 90).
91. Юдин К. А. Филогения и классификация ржанкообразных. Ч. 1 // Фауна СССР. Птицы. — М.—Л.: Издательство АН СССР, 1965. — Т. 2, вып. 1. — 264 с. — (Новая серия № 91).
92. Громов И. М., Бибиков Д. И., Калабухов Н. И., Мейер М. Н. Наземные беличьи (Marmotinae) // Фауна СССР. Млекопитающие. — М.—Л.: Издательство АН СССР, 1965. — Т. 3, вып. 2. — (Новая серия № 92).
93. Перфильев П. П. Москиты (Семейство Phlebotomidae) // Фауна СССР. Насекомые двукрылые. — М.—Л.: Издательство АН СССР, 1966. — Т. 3, вып. 2. — 384 с. — (Новая серия № 93).
94. Решетняк В. В. Глубоководные радиолярии Phaeodaria Северо-западной части Тихого океана // Фауна СССР. Радиолярии. — М.—Л.: Издательство АН СССР, 1966. — 206 с. — (Новая серия № 94).
95. Лепнева С. Г. Личинки и куколки Подотряда Цельнощупиковых (Integripalpia) // Фауна СССР. Ручейники. — М.—Л.: Издательство АН СССР, 1966. — Т. 2, вып. 2. — 564 с. — (Новая серия № 95).
96. Филиппова Н. А. Аргасовые клещи (Argasidae) // Фауна СССР. Паукообразные. — М.—Л.: Издательство АН СССР, 1966. — Т. 4, вып. 3. — 257 с. — (Новая серия № 96).
97. Медведев Г. С. Жуки-чернотелки (Tenebrionidae) Трибы Platynotini, Dendarini, Pedinini, Disconomini, Pachypterini, Opatrini (часть) и Heterotarsini // Фауна СССР. Насекомые жесткокрылые. — М.—Л.: Издательство АН СССР, 1968. — Т. 19, вып. 2. — 276 с. — (Новая серия № 97).
98. Данилевский А. С., Кузнецов В. И. Листовертки (Torticidae), Триба Плодожорки Laspeyresiini // Фауна СССР. Насекомые чешуекрылые. — Л.: Наука, 1968. — Т. 5, вып. 1. — 635 с. — (Новая серия № 98).
99. Топачевский В. А. Слепышовые (Spalacidae) // Фауна СССР. Млекопитающие. — Л.: Наука, 1969. — Т. 3, вып. 3. — 247 с. — (Новая серия № 99).
100. Гуцевич А. В., Мончадский А. С., Штакельберг А. А. Комары. Семейство Culicidae // Фауна СССР. Насекомые двукрылые. — Л.: Наука, 1970. — Т. 3, вып. 4. — 384 с. — (Новая серия № 100).
101. Смирнов Н. Н. Chydoridae фауны мира // Фауна СССР. Ракообразные. — Л.: Наука, 1971. — Т. 1, вып. 2. — 531 с. — (Новая серия № 101).
102. Ушаков П. В. Многощетинковые черви подотряда Phyllodociformia Полярного бассейна и северо-западной части Тихого океана (семейства Phyllodocidae, Alciopidae, Tomopteridae, Typhloscolecidae и Lacydoniidae) // Фауна СССР. Многощетинковые черви. — Л.: Наука, 1971. — Т. 1. — 271 с. — (Новая серия № 102).
103. Янковский А. В. Подкласс Chonotricha // Фауна СССР. Инфузории. — Л.: Наука, 1973. — Т. 2, вып. 1. — 356 с. — (Новая серия № 103).
104. Загуляев А. К. Настоящие моли (Tineidae). Ч. 4. Подсемейство Scardiinae // Фауна СССР. Насекомые чешуекрылые. — Л.: Наука, 1973. — Т. 4, вып. 4. — 128 с. — (Новая серия № 104).
105. Савченко Е. Н. Комары-долгоножки (Сем. Tipulidae) Подсем. Tipulinae (окончание) и Flabelliferinae // Фауна СССР. Насекомые двукрылые. — Л.: Наука, 1973. — Т. 2, вып. 5. — 283 с. — (Новая серия № 105).
106. Каспарян Д. Р. Наездники-ихневмониды (Ichneumonidae). Подсемейство Tryphoninae. Триба Tryphonini // Фауна СССР. Насекомые перепончатокрылые. — Л.: Наука, 1973. — Т. 3, вып. 1. — 320 с. — (Новая серия № 106).
107. Гуцевич А. В. Кровососущие мокрецы (Ceratopogonidae) // Фауна СССР. Насекомые двукрылые. — Л.: Издательство АН СССР, 1973. — Т. 3, вып. 5. — 272 с. — (Новая серия № 107).
108. Загуляев А. К. Настоящие моли (Tineidae). Ч. 5. Подсемейство Myrmecozelinae // Фауна СССР. Насекомые чешуекрылые. — Л.: Наука, 1975. — Т. 4, вып. 5. — 429 с. — (Новая серия № 108).
109. Лукин Е. И. Пиявки пресных и солоноватоводных водоемов // Фауна СССР. Пиявки. — Л.: Наука, 1976. — Т. 1. — 484 с. — (Новая серия № 109).
110. Зерова М. Д. Хальциды сем. Eurytomidae. Подсемейства Rileyinae и Harmolitinae // Фауна СССР. Насекомые перепончатокрылые. — Л.: Наука, 1976. — Т. 7, вып. 6. — 231 с. — (Новая серия № 110).
111. Крыжановский О. Л., Рейнхардт А. Н. Жуки надсемейства Histeroidea (Семейства Sphaeritidae, Histeridae, Syntelliidae) // Фауна СССР. Насекомые жесткокрылые. — Л.: Наука, 1976. — Т. 5, вып. 4. — 435 с. — (Новая серия № 111).
112. Смирнов Н. Н. Macrothricidae и Moinidae фауны мира // Фауна СССР. Ракообразные. — Л.: Наука, 1976. — Т. 1, вып. 3. — 238 с. — (Новая серия № 112).
113. Олсуфьев Н. Г. Слепни. Сем. Tabanidae // Фауна СССР. Насекомые двукрылые. — Л.: Наука, 1977. — Т. 7, вып. 2. — 435 с. — (Новая серия № 113).
114. Филиппова Н. А. Иксодовые клещи. Подсемейства Ixodinae // Фауна СССР. Паукообразные. — Л.: Наука, 1977. — Т. 4, вып. 4. — 396 с. — (Новая серия № 114).
115. Евдонин Л. А. Хоботковые ресничные черви Kalyptorhynchia фауны СССР и сопредельных стран // Фауна СССР. Турбеллярии. — Л.: Наука, 1977. — Т. 1, вып. 1. — 399 с. — (Новая серия № 115).
116. Громов И. М., Поляков И. Я. Полевки (Microtinae) // Фауна СССР. Млекопитающие. — Л.: Наука, 1977. — Т. 3, вып. 8. — 504 с. — (Новая серия № 116).
117. Шилейко А. А. Наземные моллюски надсемейства Helicoidea // Фауна СССР. Моллюски. — Л.: Наука, 1978. — Т. 3, вып. 6. — 384 с. — (Новая серия № 117).
118. Гурьева Е. Л. Жуки-щелкуны (Elateridae). Подсемейство Elaterinae. Трибы Megapentini, Physorhinini, Ampedini, Elaterini, Pomachiliini // Фауна СССР. Насекомые жесткокрылые. — Л.: Наука, 1979. — Т. 12, вып. 4. — 452 с. — (Новая серия № 118).
119. Загуляев А. К. Настоящие моли (Tineidae). Ч. 6. Подсемейство Meessiinae // Фауна СССР. Насекомые чешуекрылые. — Л.: Наука, 1979. — Т. 4, вып. 6. — 408 с. — (Новая серия № 119).
120. Гуреев А. А. Насекомоядные (Mammalia, Insectivora). Ежи, кроты и землеройки (Erinaceidae, Talpidae, Soricidae) // Фауна СССР. Млекопитающие. — Л.: Наука, 1979. — Т. 4, вып. 2. — 503 с. — (Новая серия № 120).
121. Голиков А. Н. Моллюски Buccininae Мирового океана // Фауна СССР. Моллюски. — Л.: Наука, 1980. — Т. 5, вып. 2. — 508 с. — (Новая серия № 121).
122. Лихарев И. М., Виктор А. Й. Слизни фауны СССР и сопредельных стран (Gastropoda Terrestria Nuda) // Фауна СССР. Моллюски. — Л.: Наука, 1980. — Т. 3, вып. 5. — 438 с. — (Новая серия № 122).
123. Решетняк В. В. Акантарии (Acantharea, Protozoa) Мирового океана // Фауна СССР. Акантарии. — Л.: Наука, 1981. — 224 с. — (Новая серия № 123).
124. Кержнер И. М. Полужесткокрылые семейства Nabidae // Фауна СССР. Насекомые хоботные. — Л.: Наука, 1981. — Т. 13, вып. 2. — 327 с. — (Новая серия № 124).
125. Воронцов Н. Н. Низшие хомякообразные (Cricetidae) мировой фауны. Ч. 1. Морфология и экология // Фауна СССР. Млекопитающие. — Л.: Наука, 1982. — Т. 3, вып. 6. — 451 с. — (Новая серия № 125).
126. Ушаков П. В. Многощетинковые черви подотряда Aphroditiformia Северного Ледовитого океана и Северо-Западной части Тихого океана: Семейства Aphroditidae и Polynoidae // Фауна СССР. Многощетинковые черви. — Л.: Наука, 1982. — Т. 2, вып. 1. — 272 с. — (Новая серия № 126).
127. Савченко Е. Н. Комары-долгоножки сем. Tipulidae. Общая часть и начало систематической части. Подсем. Dolichopezinae, подсем. Tipulinae (начало) // Фауна СССР. Насекомые двукрылые. — Л.: Наука, 1983. — Т. 2, вып. 1—2. — 586 с. — (Новая серия № 127).
128. Крыжановский О. Л. Жуки подотряда Adephaga. Семейства Rhysodidae, Trachypachydae; семейство Carabidae (вводная часть и обзор фауны СССР) // Фауна СССР. Насекомые жесткокрылые. — Л.: Наука, 1983. — Т. 1, вып. 2. — 341 с. — (Новая серия № 128).
129. Песенко Ю. А. Пчелиные — галактиды (Halictidae). Подсем. Halictinae. Триба Nomioidini. (в объеме фауны Палеарктики) // Фауна СССР. Насекомые перепончатокрылые. — Л.: Наука, 1983. — Т. 17, вып. 1. — 199 с. — (Новая серия № 129).
130. Шилейко А. А. Наземные моллюски подотряда Pupillina фауны СССР (Gastropoda, Pulmonata, Geophila) // Фауна СССР. Моллюски. — Л.: Наука, 1984. — Т. 3, вып. 3. — 399 с. — (Новая серия № 130).
131. Логвиновский В. Д. Точильщики — семейство Anobiidae // Фауна СССР. Насекомые жесткокрылые. — Л.: Наука, 1985. — Т. 14, вып. 2. — 175 с. — (Новая серия № 131).
132. Хотеновский И. А. Подотряд Octomacrinea Khotenovsky // Фауна СССР. Моногенеи. — Л.: Наука, 1985. — 263 с. — (Новая серия № 132).
133. Потапов Р. Л. Отряд Курообразные (Galliformes). Часть 2. Семейство тетеревиные (Tetraonidae) // Фауна СССР. Птицы. — Л.: Наука, 1985. — Т. 3, вып. 1. — 638 с. — (Новая серия № 133).
134. Танасийчук В. Н. Мухи-серебрянки (Chamaemyiidae) // Фауна СССР. Насекомые двукрылые. — Л.: Наука, 1986. — Т. 14, вып. 7. — 335 с. — (Новая серия № 134).
135. Загуляев А. К. Злаковые стеблевые моли. Семейства Ochsenheimeriidae и Eriocottidae // Фауна СССР. Насекомые чешуекрылые. — Л.: Наука, 1988. — Т. 4, вып. 7. — 302 с. — (Новая серия № 135).
136. Гурьева Е. Л. Жуки-щелкуны (Elateridae). Подсемейство Athoinae, Триба Ctenicerini // Фауна СССР. Насекомые жесткокрылые. — Л.: Наука, 1989. — Т. 12, вып. 3. — 295 с. — (Новая серия № 136).
137. Зюганов В. В. Семейство колюшковых (Gasterosteidae) мировой фауны // Фауна СССР. Рыбы. — Л.: Наука, 1991. — Т. 5, вып. 1. — 266 с. — (Новая серия № 137).
138. Романов В. Н. Асцидии. Колониальные асцидии семейства Didemnidae морей СССР и сопредельных вод // Фауна СССР. Оболочники. — Л.: Наука, 1989. — Т. 1, вып. 1. — 224 с. — (Новая серия № 138).
139. Глухова В. М. Кровососущие мокрецы родов Culicoides и Forcipomyia (Ceratopogonidae) // Фауна СССР. Насекомые двукрылые. — Л.: Наука, 1989. — Т. 3, вып. 5а. — 408 с. — (Новая серия № 139).
140. Хлебович В. В. Многощетинковые черви семейства Nereididae морей России и сопредельных вод // Фауна России и сопредельных стран. Многощетинковые черви. — Л.: Наука, 1996. — Т. 3. — 221 с. — (Новая серия № 140).
141. Каспарян Д. Р. Наездники-ихневмониды (Ichneumonidае), Подсемейство Tryphoninае: Триба Exеnterini, Подсемейство Adelognathinае // Фауна СССР. Насекомые перепончатокрылые. — Л.: Наука, 1990. — Т. 3, вып. 2. — 341 с. — (Новая серия № 141).
142. Богданов И. П. Моллюски подсемейства Oenopotinae Gastropoda, Pectinibranchia, Turridae морей СССР // Фауна СССР. Моллюски. — Л.: Наука, 1990. — Т. 5, вып. 3. — 223 с. — (Новая серия № 142).
143. Каспарян Д. Р., Толканиц В. И. Наездники-ихневмониды. Подсемейство Tryphoninae: Трибы Sphinictini, Phytodietini, Oedemopsini, Tryphoninae (дополнение), Idiogrammatini. Подсемейство Eucerotinae // Фауна России и сопредельных стран. Насекомые перепончатокрылые. — СПб.: Наука, 1999. — Т. 3, вып. 3. — 404 с. — (Новая серия № 143).
144. Данциг Е. М. Подотряд кокциды (Coccinea). Семейства Phoenicococcidae и Diaspididae // Фауна России и сопредельных стран. Насекомые хоботные. — СПб.: Наука, 1993. — Т. 10. — 452 с. — (Новая серия № 144).

145a. Филиппова Н. А. Иксодовые клещи подсем. Amblyomminae // Фауна России и сопредельных стран. Паукообразные. — СПб.: Наука, 1997. — Т. 4, вып. 5. — 488 с.
1. Жильцова Л. А. Веснянки (Plecoptera). Группа Euholognatha // Фауна России и сопредельных стран. Насекомые веснянки. — СПб.: Наука, 2003. — Т. 1, вып. 1. — 538 с. — (Новая серия № 145).
2. Юдин К. А., Фирсова Л. В. Ржанкообразные Charadriiformes. Ч. 1. Поморники семейства Stercorariidae и чайки подсемейства Larinae // Фауна России и сопредельных стран. Птицы. — СПб.: Наука, 2002. — Т. 2, вып. 2. — 667 с. — (Новая серия № 146).
3. Барышников Г. Ф. Семейство Медвежьи (Carnivora, Ursidae) // Фауна России и сопредельных стран. Млекопитающие. — СПб.: Наука, 2007. — Т. 1, вып. 5. — 542 с. — (Новая серия № 147).
4. Данциг Е. М., Гаврилов-Зимин И. А. Псевдококкциды (Homoptera: Coccinea: Pseudococcidae) Палеарктики. Ч. 1. Подсемейство Phenacoccinae // Фауна России и сопредельных стран. Насекомые хоботные. — СПб.: ЗИН РАН, 2014. — 678 с. — (Новая серия № 148). — ISBN 978-5-98092-050-0.
5. Данциг Е. М., Гаврилов-Зимин И. А. Псевдококкциды (Homoptera: Coccinea: Pseudococcidae) Палеарктики. Ч. 2. Подсемейство Pseudococcinae // Фауна России и сопредельных стран. Насекомые хоботные. — СПб.: ЗИН РАН, 2015. — 619 с. — (Новая серия № 149). — ISBN 978-5-98092-052-4.